# Бледная кукушка
Бледная кукушка (лат. Heteroscenes pallidus) — вид птиц семейства кукушковых, единственный представитель рода Heteroscenes.

## Описание
Бледная кукушка достигает длины 31—32 см и массы от 64 до 118 г. Описаны две цветовые морфы: светло-рыжая и тёмно-рыжая. У птиц светло-рыжей морфы половой диморфизм не выражен. У взрослых особей голова, шея и верхние части тела серовато-коричневые с крупными пятнами на кроющих перьях крыльев, широкая светлая бровь, через глаз проходит тёмно-серая линия, светлое пятно на затылке, верхняя часть хвоста с белой полосой; низ хвоста бледно-серый, без полосы. Окологлазное кольцо жёлтое, радужная оболочка тёмно-коричневая, клюв чёрный, ноги серые. У самцов тёмно-рыжей морфы светлое пятно заходит на шею и спину, а грудь с черновато-рыжими полосками. Молодые особи белые сверху с чёрными пестринами, горло и грудь черноватые, нижняя часть груди и брюхо белые с тёмно-серыми пестринами.
Песня самца представляет собой восходящей свист «quip-peer-peer-peeer-peeer-peer», «quip-quip-pip-pip-peer»; песня самки — хриплый свист.

## Распространение и места обитания
Гнездовой ареал охватывает Австралию и Тасманию. Некоторые популяции мигрируют на зимовку на север вплоть до Уоллесии. Естественными местами обитания являются открытые леса, редколесья, кустарники, заросли спинифекса, мангровые заросли, сады; наиболее многочисленны в засушливых районах. Встречается в самых внутренних районах Австралии чаще, чем другие виды кукушек.
Бледная кукушка в разных частях ареала ведёт оседлый образ жизни, мигрирует на зимовку в северном направлении или совершает нерегулярные перемещения в большей части Австралии. В северной Австралии встречается во все месяцы, но редко размножается; более сухие части Австралии в основном посещает только в сезон дождей. На юго-западе Западной Австралии взрослые особи прилетают в июне и улетают в ноябре; молодые могут оставаться с приемными родителями до февраля. Миграционные перемещения наблюдаются вдоль побережья восточной Австралии, в регионе Муррей-Дарлинг и в Мерфи-Крик. Негнездящиеся птицы встречаются зимой Южного полушария на Молуккских и Малых Зондских островах, а иногда и в Новой Гвинее. Перемещения и распределение зимующих птиц в Австралии к северу от 20° ю. ш., частота сообщений летом и зимой к северу от Южной Австралии и ограниченный ареал кукушек в других местах позволяют предположить, что большинство птиц остаются в Австралии и перемещаются в пределах континента. В Тасмании встречается только в сезон размножения.

## Биология

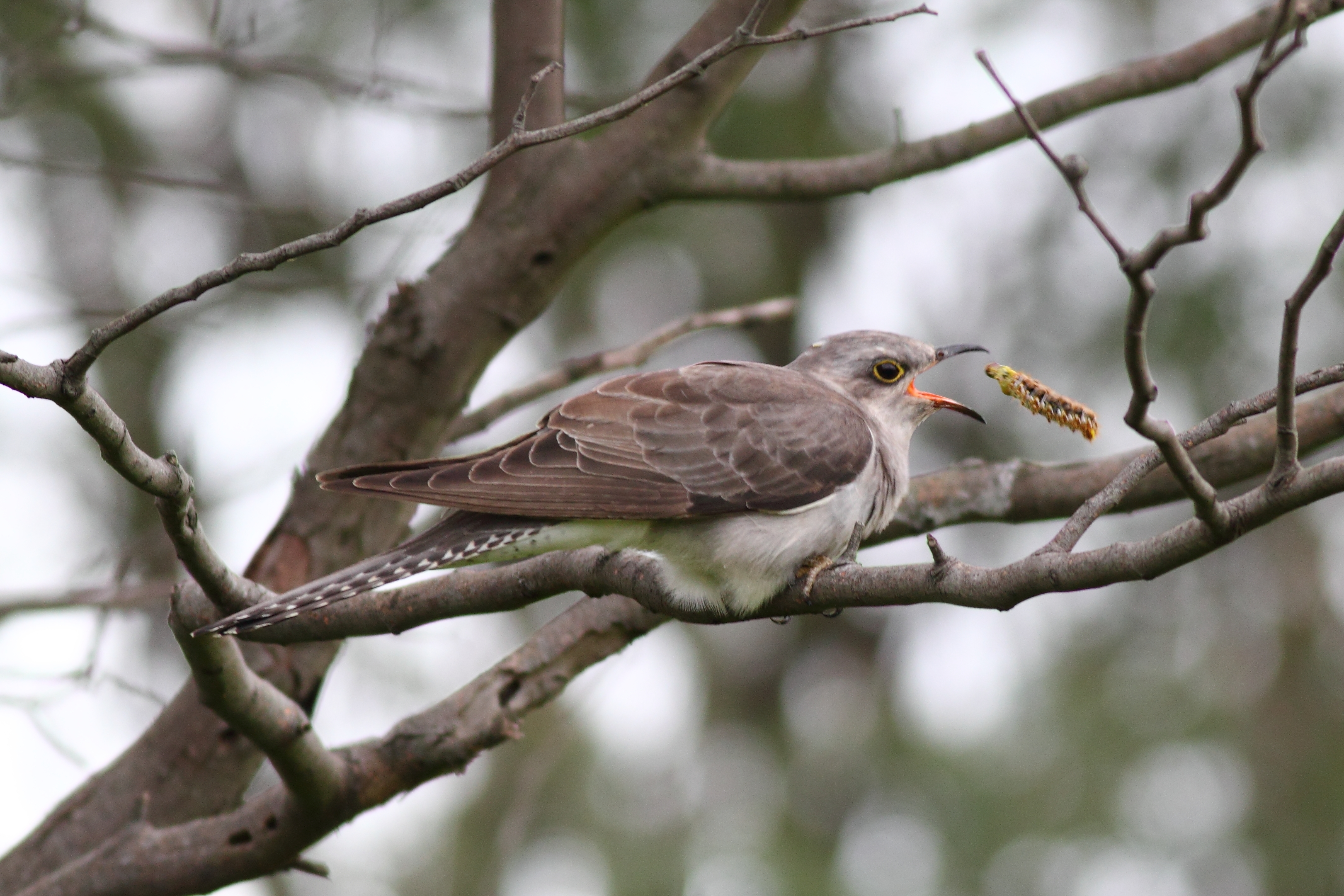
Слепая кукушка собирается съесть гусеницу

Бледная кукушка кормится на деревьях или на земле. В состав рациона входят насекомые, в основном кузнечики, жуки, гусеницы и другие личинки. 
Бледная кукушка размножается в марте—июне и сентябре на севере, в августе—октябре на юго-западе Западной Австралии, в сентябре—декабре в восточной Австралии. Взрослый самец ухаживает за самкой и кормит ее. Бледная кукушка является гнездовым паразитом. В качестве хозяев-воспитателей птенцов являются 32 вида птиц, в основном представители семейств медососовые (Meliphagidae) с открытыми гнёздами, а также сорокопутовые мухоловки (Colluricincla), сорокопутовые личинкоеды (Coracina). Яйца розовые, без пятен или с коричневыми крапинками вокруг тупого конца; размером 25 x 16 мм; инкубационный период 12–14 дней. Птенцы выкидывают яйца и птенцов хозяина из гнезда. Хозяева кормят птенцов в течение 6 недель после оперения, а иногда кормят и сами родители.

## Охранный статус
Не находится под угрозой глобального исчезновения. Широко распространён и обычен, по крайней мере, локально, хотя численность его колеблется. Этот вид, по-видимому, достаточно хорошо адаптируется к изменениям среды обитания, поскольку встречается в сёлах и пригородных районах, где медососов привлекают цветущие сады, а также в менее населённых районах с кустарниками и редколесьями.